# Donald W. Peaceman
Donald William „Don“ Peaceman  (* 1. Juni 1926 in Miami; † 19. Juni 2017) war ein US-amerikanischer Mathematiker (Numerische Mathematik, insbesondere numerische lineare Algebra und Numerik partieller Differentialgleichungen, Wissenschaftliches Rechnen) und Chemieingenieur.
Peaceman wuchs in  Brooklyn auf. Er studierte Chemieingenieurwesen an der City University of New York mit dem Bachelor-Abschluss 1947 und wurde 1951 am Massachusetts Institute of Technology in Chemieingenieurwesen promoviert, an dem er 1950 Instructor für Chemieingenieurwesen war.  Ab 1951 war er Forschungsingenieur bei Humble Oil & Refining Company (die später zu ExxonMobil gehörte) und befasste sich mit numerischen Methoden (frühe Verwendung von Computern) in der Erdöl- und Erdgasförderung (insbesondere Simulation von Strömungen im Gestein bzw. porösen Medien und von Erdöl- und Erdgaslagerstätten und Lösung anderer Ingenieursprobleme). Dabei arbeitete er mit Jim Douglas Jr., Henry Rachford und John Rice bei Humble Oil zusammen und entwickelte Methoden der Lösung von linearen Gleichungen, die sich aus der Diskretisierung von Problemen parabolischer partieller Differentialgleichungen ergaben, so die ADI-Methode (Alternating-Discrete Implicit Method), wo eine Variante nach ihm benannt ist (Peaceman-Rachford)
Bis 1986 war er  Senior Research Advisor der Exxon Production Research Company in Houston. 
Peaceman war Vorsitzender des  Fourth Symposium on Numerical Simulation of Reservoir Performance.
1979 erhielt er mit Jim Douglas und Henry Rachford den Robert Earll McConnell Award des American Institute of Mining, Metallurgical, and Petroleum Engineers (AIME). 1991 erhielt er den Lucas Award der Society of Petroleum Engineers und 1985 deren Reservoir Engineering Award.
Peaceman starb 2017 im Alter von 91 Jahren. Er hinterließ einen Sohn und eine Tochter, seine Ehefrau war bereits 2010 verstorben.

## Schriften
- Fundamentals of Numerical Reservoir Simulation, Developments in petroleum science 6, Elsevier 1977